# Agul
Der Agul (russisch Агу́л) ist ein 347 km langer rechter Nebenfluss des Kan, einem rechten Nebenfluss des Jenissei, in der Oblast Irkutsk und in der Region Krasnojarsk im Süden von Sibirien.

## Verlauf
Der Agul entspringt an der Nordflanke der Agulsker Berge (Агульских Белков) im Ostsajan. Er durchfließt den Agulskoje-See und setzt seinen Kurs in überwiegend nordnordwestlicher Richtung durch die Vorgebirgsregion nördlich des Sajangebirges fort. Der Agul schneidet sich durch das Bergland und durchfließt dieses in einem engen Tal. Bei Flusskilometer 15 trifft der Kungus linksseitig auf den Fluss. Die Flussmündung des Agul liegt 50 km südlich von Kansk.
Der Agul entwässert ein Areal von 11.600 km². Der mittlere Abfluss am Pegel Petropawlowka, 10 km oberhalb der Mündung, beträgt 136 m³/s.